# 1-ニトロナフタレン
1-ニトロナフタレン (1-nitronaphthalene) とは、ナフタレンの 1位の水素がニトロ基で置換された構造を持つ有機化合物である。ナフタレンのドイツ語別称であるナフタリンに由来してニトロナフタリンと呼ばれる場合もある。α-ニトロナフタレンとも呼ばれる。黄色の針状結晶で、引火点は164℃。強熱すると爆発する。

## 合成
ナフタレンを硝酸と硫酸の混酸中で穏やかに加熱してニトロ化させた場合、主生成物の1-ニトロナフタレンが90~95%、位置異性体の 副生物2-ニトロナフタレンが5~10%得られる。この位置選択性は、速度論的支配にもとづく。
{\displaystyle {\ce {C10H8\ + HNO3 -> C10H7NO2\ + H2O}}}

## 利用
1-ニトロナフタレンは化成品として医薬品、農薬、色素などの原料として利用される。2-ニトロナフタレンは発癌性が強く、工業的な利用は行われず焼却廃棄される。

## 毒性
ニトロナフタレン類（モノ、ジ置換体等全て）は芳香族ニトロ化合物一般の毒性を持ち、吸入すると紫色の皮膚・唇・爪（チアノーゼ症状）を示し、錯乱、痙攣、めまい、頭痛、吐き気、意識喪失することがある。